# فانيسا ترمب
فانيسا كاي ترامب ((بالإنجليزية: Vanessa Kay Trump) (وُلدت باسم بيرغوليزي، ثم عُرفت لاحقًا باسم هايدن؛ وُلدت في 18 ديسمبر 1977)، هي الزوجة السابقة لدونالد ترامب الابن، استمر زواجهما من عام 2005 حتى عام 2018.

## النشأة
نشأت فانيسا كاي بيرجوليزي في منزل على الجانب الشرقي العلوي من مانهاتن ودرست في مدرسة دوايت، وهي مدرسة خاصة. كان تشارلز هايدون، زوج أمها، والذي أشارت إليه بعض المقالات الإخبارية باعتباره والدها، محامياً. والدتها، بوني كاي هايدون، كانت تدير وكالة عرض الأزياء كاي موديلز، وهي من أصول دنماركية وسويدية. كان جدها لأمها هو عازف الجاز الدنماركي كاي إيوانز.

## الحياة المهنية
في سنوات المراهقة والعشرينيات من عمرها، كانت فانيسا عارضة أزياء وتعمل مع وكالة ويلهيلمينا مودلز. وظهرت أيضًا في مشهد من فيلم شئ يجب أن تمنحه (2003). افتتحت فانيسا وشقيقتها فيرونيكا ملهى ليليًا أطلقا عليه اسم "سيسا" في خريف عام 2003. ظهرت في عام 2011 في حلقة من برنامج ذا أبرينتايس (الذي قدمه والد زوجها، دونالد ترمب). ظهرت أيضًا في حلقة من برنامج بريت مايكلز: الحياة كما أعرفها (2010). من عام 2010 إلى عام 2013، أطلقت براندها الخاص من الحقائب اليدوية والذي أطلق عليه اسم La Poshett.

## الحياة الشخصية
خلال سنوات مراهقتها، كانت فانيسا تواعد رجل العصابات المحلي فالنتين ريفيرا. ارتبطت في عام 1998 بالممثل الأمريكي ليوناردو دي كابريو. ومن عام 1998 إلى عام 2001، كانت على علاقة بالأمير السعودي خالد بن بندر بن سلطان آل سعود. وانتهت العلاقة بعد هجمات الحادي عشر من سبتمبر، عندما غادر خالد بن بندر الولايات المتحدة بعد الاشتباه في أن والده السفير السعودي، بندر بن سلطان آل سعود، له علاقات غير مباشرة مع خاطفي الطائرات من تنظيم القاعدة.
تزوجت في 12 نوفمبر 2005، من دونالد ترمب الابن. أقيم حفل الزفاف في نادي مار إيه لاغو في فلوريدا؛ وأدارت مراسم الزواج القاضية ماريان ترمب باري، عمة ترمب الابن. وكان ترمب الابن قد تقدم لها بخاتم قيمته 100 ألف دولار أميركي ( 132510 عام 2003) حصل عليها كهدية من صائغ مجوهرات مقابل التقدم لها بطلب الزواج أمام المصورين خارج متجر المجوهرات في مركز شورت هيلز التجاري في نيوجيرسي. لديهما خمسة أطفال، أكبرهم هو كاي ترمب. تقدمت في 15 مارس 2018، بطلب طلاق متنازع عليه في نيويورك. في يوليو 2018، توصلا إلى حل لمشكلة حضانة الطفل، وتسوية الطلاق في نهاية عام 2018.

## روابط خارجية
- فانيسا ترمب على موقع IMDb (الإنجليزية)
- فانيسا ترمب على موقع قاعدة بيانات الفيلم (الإنجليزية)